# Irén Bordán
Irén Bordán, född 15 september 1953 i Kübekháza, Ungern, är en ungersk skådespelare.

## Filmografi (urval)
- 1991 - Trots allt